# Callionima grisescens
Callionima grisescens là một loài bướm đêm thuộc họ Sphingidae, được tìm thấy ở Argentina, Paraguay, Bolivia và Brasil. Nó được mô tả đầu tiên bởi Rothschild với tên Calliomma grisescens vào năm 1894.
Con trưởng thành có lẽ bay trong nhiều thế hệ. Ở Bolivia, con lớn bay từ tháng 5 đến tháng 12, từ tháng 11 đến tháng 12 ở Argentina.

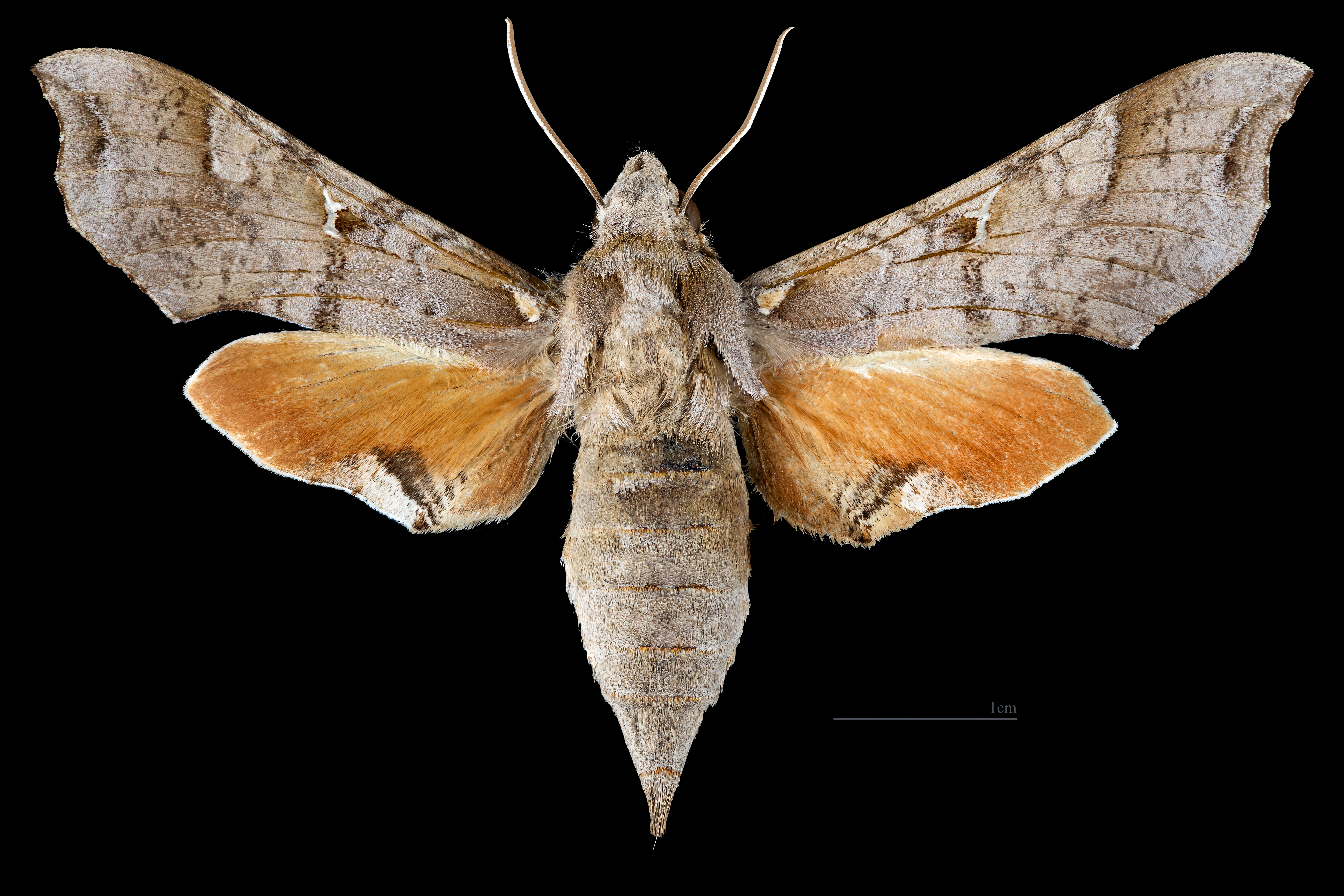
Callionima grisescens ♀
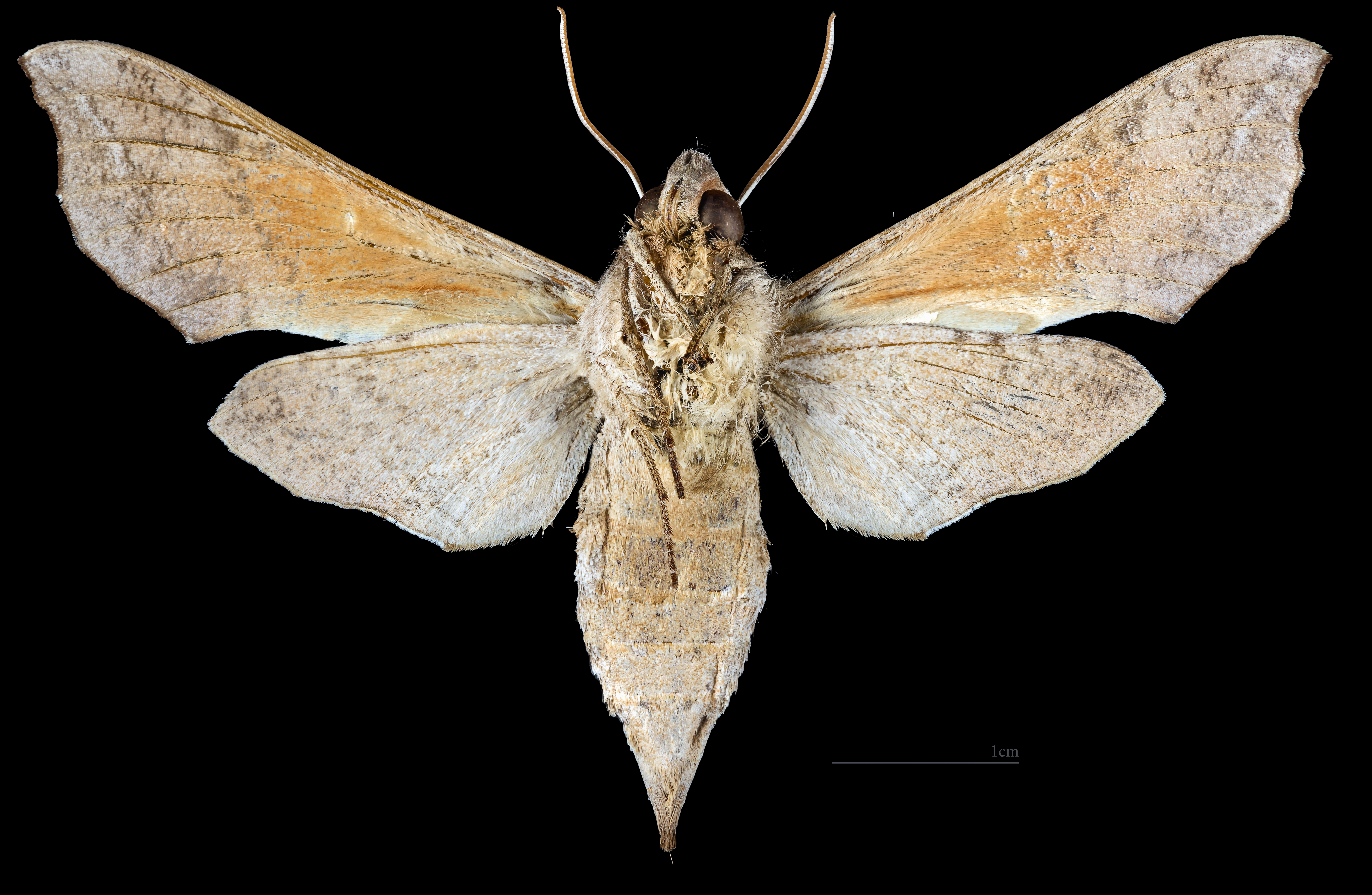
Callionima grisescens ♀ △